# Seo Whi-min
Seo Whi-min (in hangŭl: 서휘민;; Seul, 13 marzo 2002) è una pattinatrice di short track sudcoreana, vincitrice della medaglia d'argento olimpica nella staffetta 3000 m ai Giochi di Pechino 2022.

## Palmarès

### Olimpiadi
- 1 medaglie:
  - 1 argento (Pechino 2022: argento nei 1000 m)

### Altre competizioni internazionali
- Mondiali

Montréal 2022: bronzo nei 1500 m.